# Bolero son
El bolero son es un subgénero musical cubano producto de la hibridación del bolero que se hacía en Cuba a finales de los años 20 con el son cubano. Su forma de interpretación sentimental y romántica contribuyó a darle un nuevo giro al son montuno y a la guaracha.

## Historia
En Cuba, la marca del folclore español enriqueció la música del campo, la ciudad y de salón. Paralelamente, fue el último país en abolir la esclavitud en 1886, lo que determinó que la presencia africana fuera más fuerte en Cuba que en otros lugares de la América "española".  En el bolero son, al igual que sucede con muchos otros ritmos cubanos, se puede notar la fusión del elemento africano con formas de la música rural de la isla, en especial la décima, de origen netamente español.
El bolero son fue creado por el Trío Matamoros[cita requerida]. Este trío fue fundado por Miguel Matamoros junto a Siro Rodríguez y Rafael Cueto en la provincia oriental de Santiago de Cuba y realizó sus primeras grabaciones a disco en 1928.
El bolero son alcanzó gran popularidad en los años 30 y a partir del año 1940, época que coincide con el surgimiento del son montuno, muchos cantantes como  Benny Moré, Tito Gómez, Orlando Contreras y orquestas como La Sonora Matancera, el Conjunto Casino o la Orquesta Riverside integraron el bolero son a su repertorio.

## Diferencias entre bolero y bolero son
El modelo básico sobre el que se construyó el bolero fue el patrón rítmico de 2/4. En el bolero son, sin embargo, se utiliza como base el patrón rítmico del son cubano, con clave de son en compás de 4/4.